# Hayley Squires

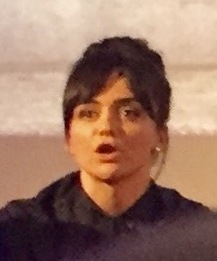
Hayley Squires

Hayley Squires (Forest Hill, 16 april 1988) is een Britse actrice.
Ze kreeg grote erkenning voor haar hoofdrol als de alleenstaande moeder Katie Morgan die bevriend raakt met hoofdpersonage Daniel Blake in I, Daniel Blake van Ken Loach uit 2016. 

## Film
Van 2013 tot 2017 speelde Squires in zes langspeelfilms waaronder Complicit van Niall MacCormick, Blood Cells van Luke Seomore en Joseph Bull, A Royal Night Out van Julian Jarrold, I, Daniel Blake van Ken Loach, Away van David Blair en Giantland van Yousaf Ali Khan. Voor I, Daniel Blake was ze genomineerd voor Beste actrice en Meest beloftevolle nieuwkomer op de British Independent Film Awards en won ze de laatste en was ze genomineerd voor Beste actrice in een bijrol op de British Academy Film Awards maar kon ze haar nominatie niet verzilveren op de 70e BAFTA Awards. In 2023 vertolkte ze de rol van Cynthia in de dramafilm Hoard.

## Theater
Squires speelde van juli tot oktober 2017 in regie van Benedict Andrews als Mae in Cat on a Hot Tin Roof in het Apollo Theatre in de West End van Londen. In 2018 speelde ze in het Harold Pinter Theatre in regie van Jamie Lloyd een voorstelling bestaande uit twee eenakters van Harold Pinter als respectievelijk Sarah en Stella in The Lover en The Connection.

## Televisie
Squires speelde gastrollen in heel wat televisieseries waaronder Call the Midwife. In 2018 had ze een hoofdrol als Laurie Stone in de miniserie Collateral naar een script van en in regie van David Hare.
In de aanloop naar de 72e BAFTA Awards van 10 februari 2019 was zij geselecteerd om samen met Will Poulter voor de pers op 9 januari 2019 alle nominaties bekend te maken.
- Gemeinsame Normdatei: 1128757907
- International Standard Name Identifier: 0000 0004 6863 5408
- Library of Congress Control Number: no2012080046
- Nationale Bibliotheek van Tsjechië: xx0228979
- Nationale Bibliotheek van Israël: 987007380234105171
- Système universitaire de documentation: 199332924
- Virtual International Authority File: 1788149108403368780006
- WorldCat: E39PBJrCcmMHTkRvM3jpwDjt8C